# ЦАС

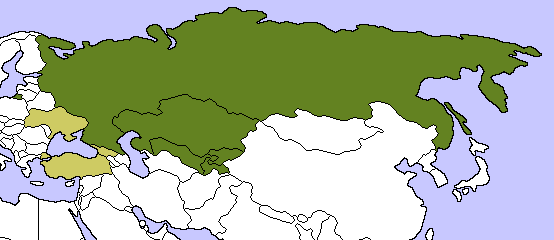
Країни ЦАС.
Країни-учасники
Країни-спостерігачі

Центрально-Азійська співпраця (ЦАС) (рос. Центрально-Азиатское сотрудничество, англ. The Organization of Central Asian Cooperation (OCAC)) — міжнародна організація низки колишніх республік СРСР, що існувала в 2002-2005 роках. Ліквідована в зв'язку з об'єднанням із Євразійським економічним співтовариством.

## Історія
Договір про заснування підписаний 28 лютого 2002 в Алмати, Казахстан. Учасниками договору стали 4 з 5 центрально-азійських держав — колишніх союзних республік (крім Туркменістану): Казахстан, Киргизстан, Таджикистан і Узбекистан.
ЦАС утворено шляхом перетворення зі створеного 1994 року Центрально-Азійського Економічного Співтовариства (ЦАЕС).
Заявлені цілі — взаємодія у політичній, економічній, науково-технічній, природоохоронній, культурно-гуманітарній сферах, надання взаємної підтримки в питаннях запобігання загрози незалежності та суверенітету, територіальної цілісності держав-членів ЦАС, проведення узгодженої політики в галузі прикордонного та митного контролю, здійснення узгоджених зусиль у поетапному формуванні єдиного економічного простору.
18 жовтня 2004 в Душанбе на саміті ЦАС Володимир Путін підписав протокол про приєднання РФ до цієї організації. На саміті підтверджена безумовно чільна роль, яка буде належати РФ як інвестиційному донору та посереднику у вирішенні конфліктних ситуацій. РФ запросили в ЦАС з ініціативи президента Узбекистану Іслама Карімова.
6 жовтня 2005 в Санкт-Петербурзі на саміті ЦАС ухвалено рішення об'єднати ЦАС із ЄврАзЕС.